# Grandcourt (Somme)
Grandcourt és un municipi francès situat al departament del Somme i a la regió dels Alts de França. L'any 2007 tenia 165 habitants.

## Demografia

### Població

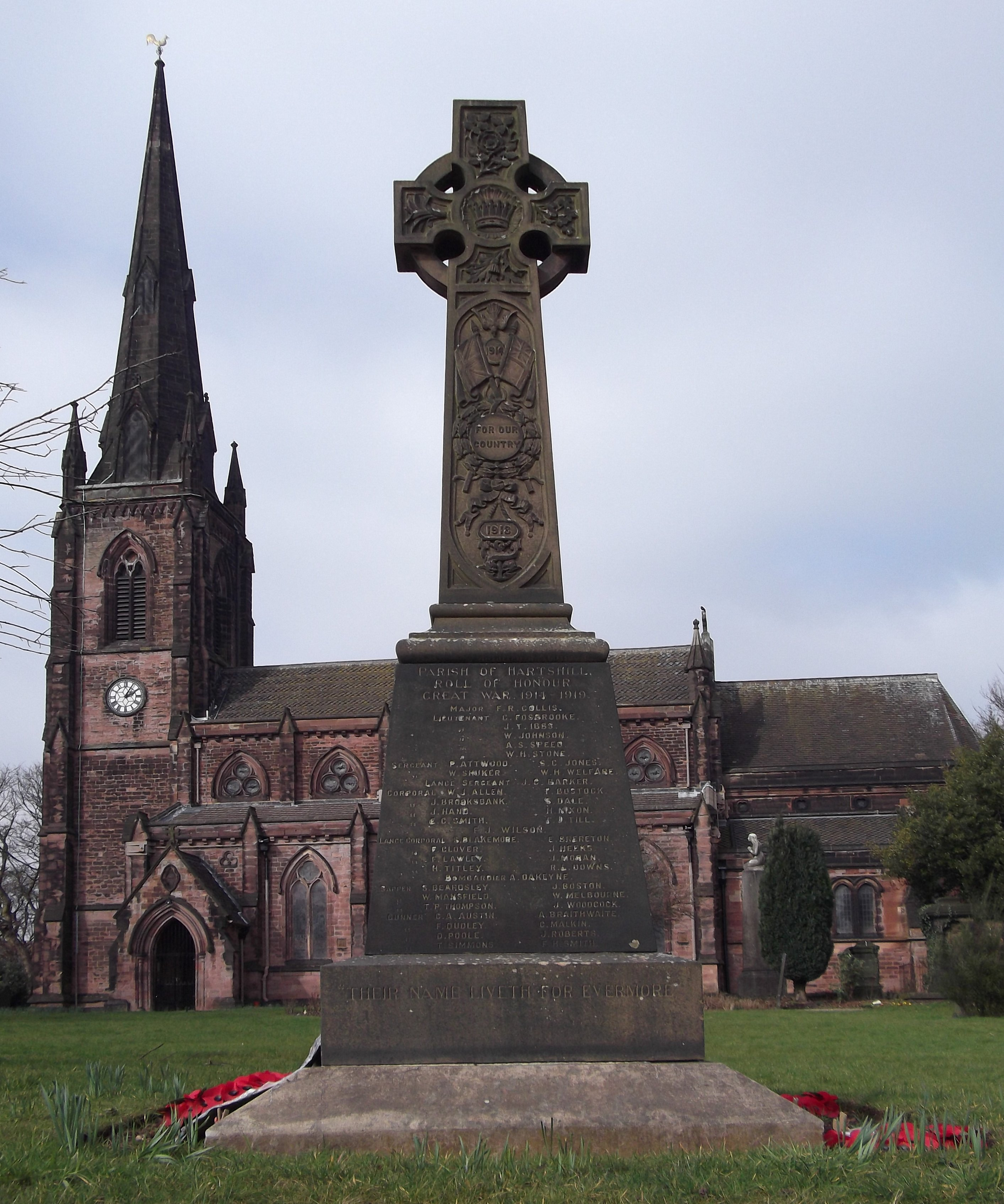
Memorial de guerra

El 2007 la població de fet de Grandcourt era de 165 persones. Hi havia 58 famílies de les quals 12 eren unipersonals (4 homes vivint sols i 8 dones vivint soles), 15 parelles sense fills, 27 parelles amb fills i 4 famílies monoparentals amb fills.
La població ha evolucionat segons el següent gràfic:
Habitants censats

### Habitatges

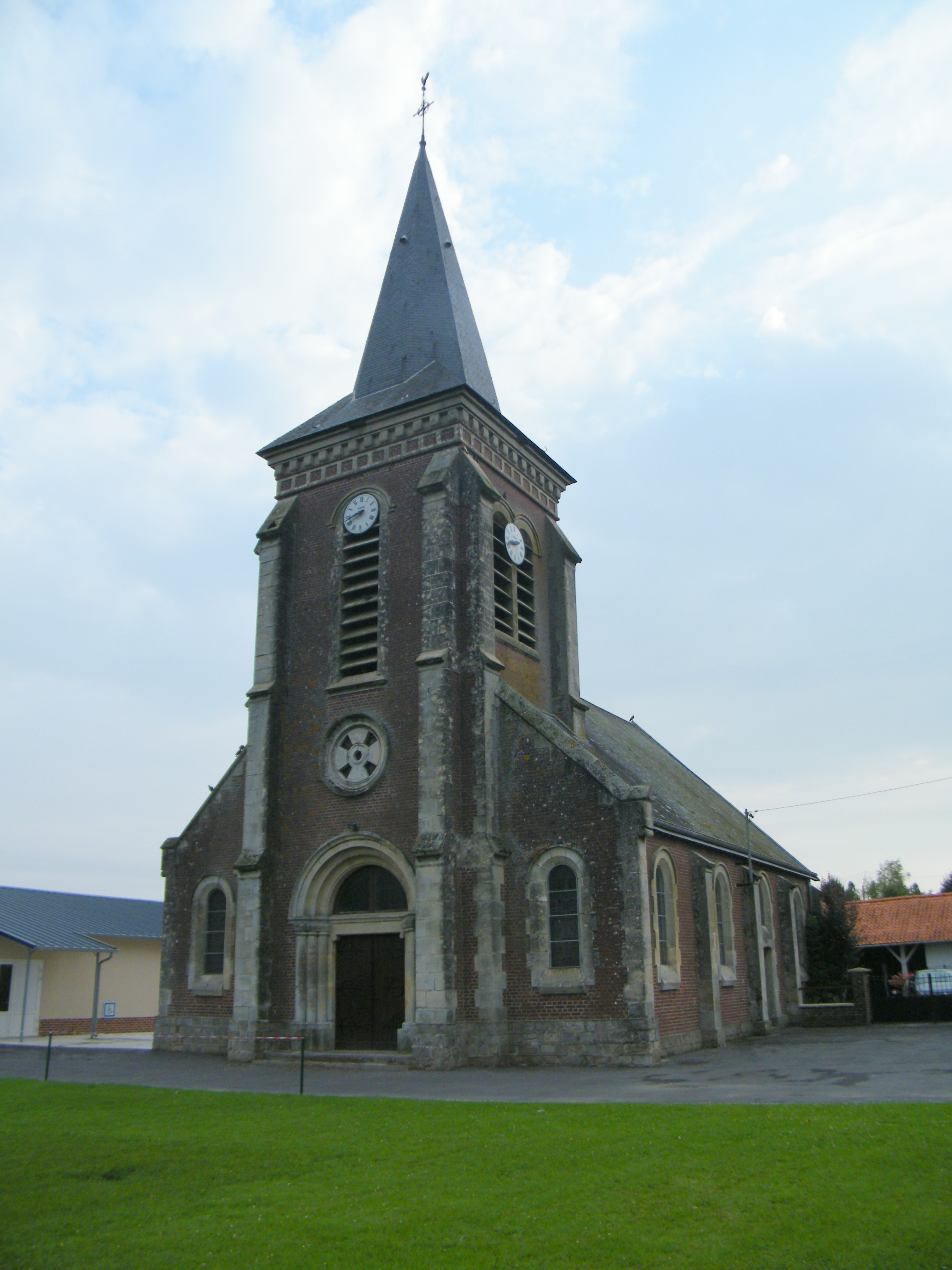

El 2007 hi havia 73 habitatges, 66 eren l'habitatge principal de la família, 3 eren segones residències i 4 estaven desocupats. Tots els 73 habitatges eren cases. Dels 66 habitatges principals, 56 estaven ocupats pels seus propietaris, 7 estaven llogats i ocupats pels llogaters i 3 estaven cedits a títol gratuït; 3 tenien dues cambres, 9 en tenien tres, 21 en tenien quatre i 33 en tenien cinc o més. 59 habitatges disposaven pel capbaix d'una plaça de pàrquing. A 34 habitatges hi havia un automòbil i a 21 n'hi havia dos o més.

### Piràmide de població
La piràmide de població per edats i sexe el 2009 era:
| Homes | Edats   | Dones |
| ----- | ------- | ----- |
| 0     | 95 o +  | 0     |
| 0     | 90 a 94 | 0     |
| 0     | 85 a 89 | 4     |
| 0     | 80 a 84 | 4     |
| 4     | 75 a 79 | 0     |
| 4     | 70 a 74 | 4     |
| 4     | 65 a 69 | 8     |
| 4     | 60 a 64 | 8     |
| 0     | 55 a 59 | 4     |
| 4     | 50 a 54 | 0     |
| 4     | 45 a 49 | 8     |
| 16    | 40 a 44 | 4     |
| 0     | 35 a 39 | 8     |
| 4     | 30 a 34 | 8     |
| 16    | 25 a 29 | 8     |
| 0     | 20 a 24 | 0     |
| 16    | 15 a 19 | 8     |
| 8     | 10 a 14 | 4     |
| 4     | 5 a 9   | 4     |
| 8     | 0 a 4   | 8     |

## Economia

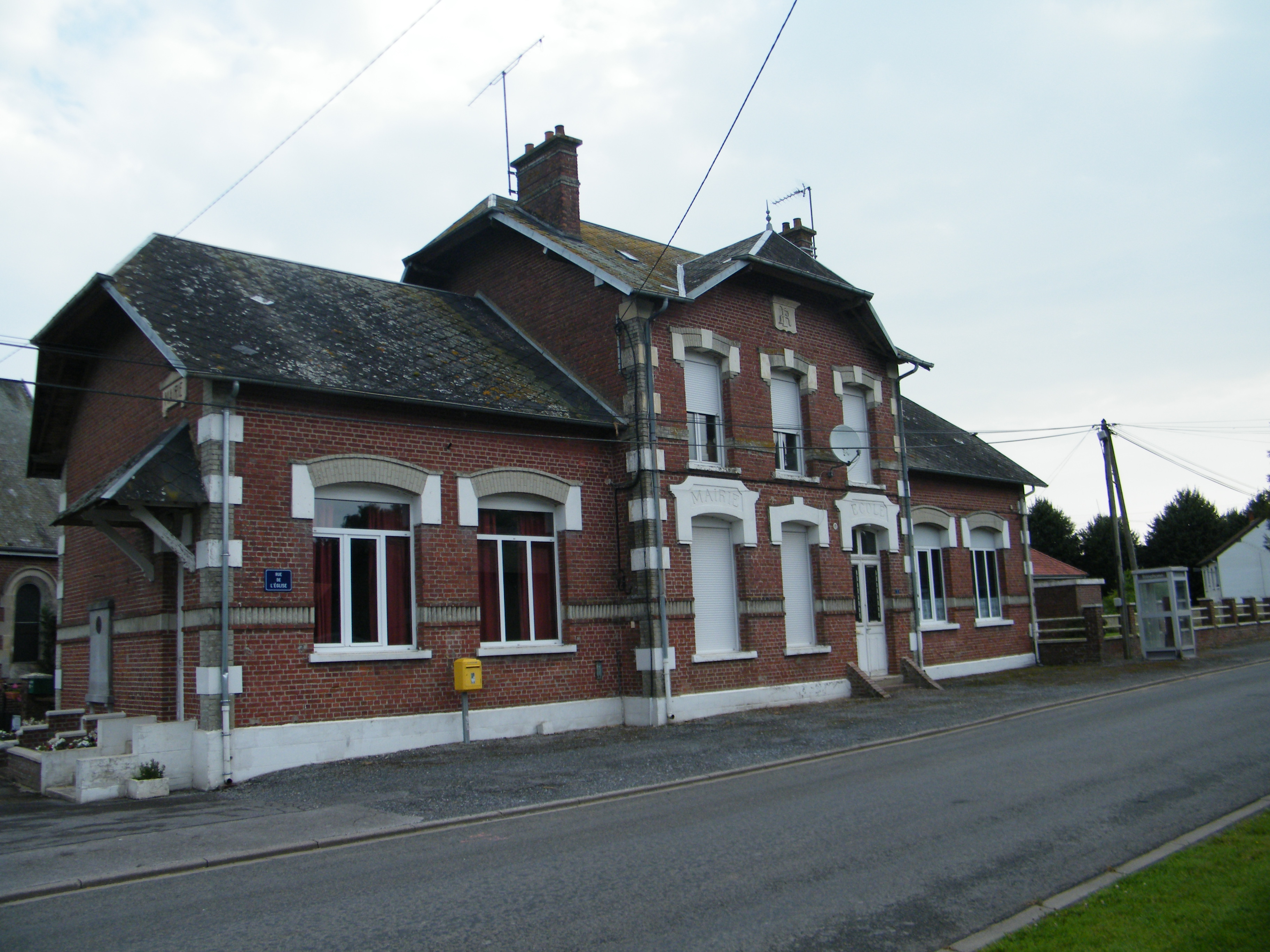

El 2007 la població en edat de treballar era de 105 persones, 80 eren actives i 25 eren inactives. De les 80 persones actives 67 estaven ocupades (41 homes i 26 dones) i 14 estaven aturades (9 homes i 5 dones). De les 25 persones inactives 9 estaven jubilades, 8 estaven estudiant i 8 estaven classificades com a «altres inactius».

### Ingressos
El 2009 a Grandcourt hi havia 70 unitats fiscals que integraven 183 persones, la mediana anual d'ingressos fiscals per persona era de 15.618 €.

### Activitats econòmiques
Dels 2 establiments que hi havia el 2007, 1 era d'una empresa de comerç i reparació d'automòbils i 1 d'una empresa de serveis.

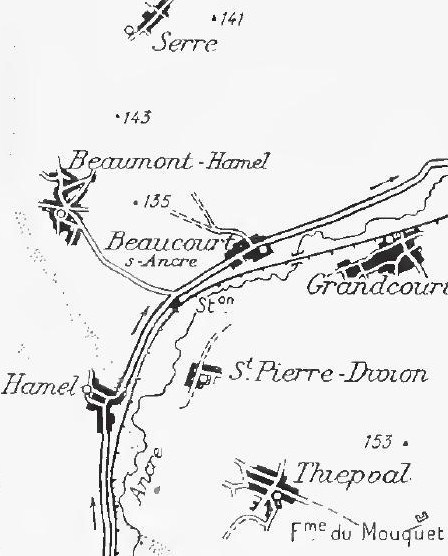
Front d'Ancre, 1916

L'any 2000 a Grandcourt hi havia 6 explotacions agrícoles que ocupaven un total de 564 hectàrees.

## Equipaments sanitaris i escolars
El 2009 hi havia una escola elemental integrada dins d'un grup escolar amb les comunes properes formant una escola dispersa.

## Poblacions més properes
El següent diagrama mostra les poblacions més properes.